# 李桂英 (1927年)
李桂英（1927年8月—2020年2月12日），女，彝族，云南嶍峨人，中华人民共和国政治人物，第一至三、五届全国人大代表，第六至八届全国人大常委，中共十七大、十八大代表。

## 生平
1927年8月生于云南省嶍峨县（1930年改称峨山县）。早年在峨山中学读书，加入中国人民解放军滇桂黔边纵队政工队，1948年11月，加入中国共产党。后任中共峨山县富良棚中心区委副书记。1949年中华人民共和国成立后，担任峨山彝族自治县副县长、区委书记等职。1953年4月，担任四川大凉山云南分工委工作队队长。1954年10月起，历任云南会泽铅锌矿团委书记、党委宣传部副部长。1956年，升任云南省妇联副主任。1972年4月，任云南省计划生育办公室主任。1978年，升任云南省卫生厅副厅长。1982年，担任云南省人大常委会副主任。1985年，升任主任，成为首位省级人大常委会女主任。2000年10月离休。2020年2月12日9时17分在昆明逝世，享年92岁。